# Múcura (Venezuela)
Pour les articles homonymes, voir Mucura.
Múcura est la capitale de la paroisse civile de Múcura de la municipalité de Francisco de Mirandal dans l'Anzoátegui au Venezuela.